# Горная альциппа
Горная альциппа (лат. Fulvetta striaticollis) — вид птиц из семейства суторовых. Как и других представителей Fulvetta, вид долгое время включали в состав рода Alcippe (семейство Timaliidae).

## Распространение
Обитают в Китае.

## Описание
Длина тела 11,5 см. Верхняя часть тела коричневая, нижняя белая, на груди и горле прожилки. Макушка и затылок окрашены в оттенки коричневого цвета.

## Биология
Рацион неизвестен, пищу ищут парами или небольшими группами. Брачный сезон летом. Гнездо из травы, снаружи покрыто мхами и лишайниками. Миграций не совершают.

## Охранный статус
МСОП присвоил виду охранный статус LC.